# Mazalové
Mazalové jsou dětský komediální seriál z produkce Orbis Pictures film vyrobený pro Českou televizi, který byl premiérově vysílán od 19. ledna 2014 do 20. dubna 2014 na ČT:D. V hlavní rolích účinkují Jan Hrušínský, Mahulena Bočanová, Kateřina Bláhová, Radim Šlechta, Pavel Kříž, Matouš Ruml, Jana Bernášková, Luděk Sobota, Miroslav Táborský a další. Seriál režíroval Bořivoj Hořínek. Scénář napsal Rudolf Merkner. Průměrně se na premiéru dívalo 21 procent dětských diváků. V součtu s reprízou a ivysíláním vidělo seriál průměrně přes 210 tisíc diváků.

## Obsazení

### Hlavní role
- Jana Bernášková – Paní Albína za Šamberka
- Pavel Kříž – Rytíř Theobald
- Miroslav Táborský – Zrcadlo Leopold
- Matouš Ruml –  Alchymista Balone
- Luděk Sobota – Vodník Dušička
- Veronika Khek Kubařová – Sněhurka
- Ivana Wojtylová – sudička
- Mahulena Bočanová – Růžena Mazalová
- Jan Hrušínský – Pan inženýr Hugo Mazal senior
- Kateřina Bláhová – Pavlínka Mazalová (1. řada)
- Radim Šlechta – Hugo II. Junior (1. řada)
- Natálie Holíková – Pavlínka Mazalová (2. řada)
- David Fišer – Hugo II. Junior (2. řada)

### Epizodní role
- Vasil Fridrich – Hilbert von Koblischek (3. díl)
- Karel Zima – vymítač duchů (4. díl)
- Lukáš Příkazký –  vymítač duchů (4. díl)
- Petr Klimeš – Dracula (4. díl)
- Michal Horáček – Rudolf II. (6. díl)
- Ivo Šmoldas – rádce (6. díl)
- Jiří Ployhar – Rytíř Tobík (7. díl)
- Martin Zounar – džin z lampy (8. díl)
- Roman Štabrňák – Koblížek (12. díl)
- Robert Jašków – Lucifer (13. díl)
- Ladislav Trojan – Děd Vševěd (14. díl)
- Lucie Bílá – Lucie Bílá (15. díl)
- Petr Stach – ing. Vychytal (16. díl)
- Iva Pazderková – vědkyně Milada (21. díl)
- Nela Boudová – čarodějnice Marion (25. díl)
- Veronika Arichteva – sestra Mudry (25–26. díl)
- Petr Buchta – Mudra (25–26. díl)

## Seznam dílů
| Řada | Díly | Premiéra       | Premiéra          |
| Řada | Díly | První díl      | Poslední díl      |
| ---- | ---- | -------------- | ----------------- |
| 1    | 14   | 19. ledna 2014 | 20. dubna 2014    |
| 2    | 12   | 8. října 2017  | 17. prosince 2017 |

### První řada (2014)
| Č. v seriálu | Č. v řadě | Název                | Režie           | Scénář         | Datum premiéry  | Sledovanost |
| --- | --------- | -------------------- | --------------- | -------------- | --------------- | ----------- |
| 1 | 1         | Výhodná koupě        | Bořivoj Hořínek | Rudolf Merkner | 19. ledna 2014  | -           |
| Rodinný komediální seriál diváky zavede na starobylý hrad Oreb, kde si spokojeně žije nevelká skupinka kouzelných bytostí. Jejich klid je ovšem narušen příchodem nových majitelů hradu. Od této chvíle musí strašidla čelit nesnesitelné zbohatlické rodině Mazalů a jejich prostřednictvím všemožným nástrahám dnešního světa, což se ukáže jako úkol téměř přesahující veškeré jejich schopnosti, včetně těch kouzelných. |           |                      |                 |                |                 |             |
| 2 | 2         | Stav ohrožení!       | Bořivoj Hořínek | Rudolf Merkner | 26. ledna 2014  | -           |
| Mazalové se rozhodnou přesvědčit realitní makléřku, že na hradě straší. Závadu reklamují, protože chtějí dostat své peníze zpět. Vševědoucí zrcadlo Leopold ale strašidla varuje: musí s kouzlením přestat, jinak se dostanou do rukou tajemné rudé ďáblice. Mazalové ale volí náhradní plán. Aby jim makléřka uvěřila, rozhodnou se strašit sami. Mezitím Pavlínka vystaví drsné zkoušce Baloneho touhu zbavit se nesmrtelnosti a společně se svým povedeným bratříčkem přispěje k tomu, že plány Mazalů se začnou hroutit... |           |                      |                 |                |                 |             |
| 3 | 3         | Pravda vítězí        | Bořivoj Hořínek | Rudolf Merkner | 2. února 2014   | -           |
| Hugo Mazal objeví bohatého podnikatele jménem Hilbert von Koblischek a přiměje ho k návštěvě hradu. Když nelze opuštěnou zříceninu vrátit, tak se ji pokusí aspoň prodat. Konečně středověká pevnost by se mohla změnit třeba v nákupní centrum. Tenhle plán by mohl mít šanci na úspěch. Aby Mazalův záměr nezkazila strašidla, namluví jim, že pokud se budou držet zpátky, „vypečená“ rodinka hrad okamžitě opustí. Jenže vývoj událostí není zdaleka takový, jaký by si Hugo přál. Albína si Hilberta von Koblischka omylem splete se členem pohádkové kontrolní komise, on sám má zájem spíše o ženy než o gotické hrady a situaci rozhodně nezachrání, když Hugo omylem vypije sérum pravdy a Hilbertovi prozradí, jak to s hradem a jeho strašidly opravdu je... |           |                      |                 |                |                 |             |
| 4 | 4         | Večeře s Draculou    | Bořivoj Hořínek | Rudolf Merkner | 9. února 2014   | -           |
| Mazalové si najmou odbornou firmu, zabývající se likvidací strašidel, a s důvěrou vyrazí na dovolenou do Itálie. Pevně věří, že až se vrátí, nezbude po strašidlech ani památka. Za peníze je přece možné všechno! Banda podvodníků, která se skrývá pod názvem Konec strašidel v Čechách s. r. o., je o tom taky přesvědčená, ovšem ze zcela jiného důvodu. Nikdo z nich netuší, že na hradě po sto letech právě nastal čas pravidelné návštěvy hraběte Drákuly a jeho společnice. Povedeným likvidátorům půjde doslova o život! |           |                      |                 |                |                 |             |
| 5 | 5         | Pohádkové povolení!  | Bořivoj Hořínek | Rudolf Merkner | 16. února 2014  | -           |
| Na hrad přijíždí Sněhurka jako předsedkyně kontrolního výboru pro přípravu pohádkového sympozia. Mezi strašidly vypukne panika, zvláště když se zjistí, že zmizelo kouzelné zrcadlo Leopold, které se má stát hlavní hvězdou sympozia. Sněhurka ovšem trvá na tom, že s ním musí mluvit a nikdo dlouho netuší proč. Kromě toho je potřeba přimět Mazaly, aby se vydávali za kouzelné bytosti, jinak je se sympoziem konec. Albína nakonec uzavře s Růženou tajemnou dohodu a Růžena souhlasí s tím, že se bude vydávat za švédskou čarodějnici. Zadarmo to ovšem nebude. |           |                      |                 |                |                 |             |
| 6 | 6         | Baloneho cesta časem | Bořivoj Hořínek | Rudolf Merkner | 23. února 2014  | -           |
| Mezi kouzelnými předměty, které dorazily na hrad v rámci přípravy na sympozium, se objeví stroj času. Balone je nadšený. Konečně vidí příležitost, jak změnit svůj osud. Rozhodne se vrátit do doby Rudolfa II. a zabránit sobě samému vypít nápoj nesmrtelnosti. Růžena sice dostala od Albíny kouzelný pleťový krém, ale na rozdíl od Baloneho se jí představa věčného mládí líbí mnohem víc. V nestřežené chvíli použije stroj času a následuje Baloneho do minulosti, aby získala nápoj pro sebe. Jenže měnit dějiny je nebezpečné a Albína bude mít plné ruce práce, aby je oba zachránila. |           |                      |                 |                |                 |             |
| 7 | 7         | Magie                | Bořivoj Hořínek | Rudolf Merkner | 2. března 2014  | -           |
| Pavlínka Mazalová se rozhodne vyvolávat duchy a nutí všechny obyvatele hradu, aby se zapojili. Strašidla kupodivu na duchy nevěří, a tak chvíli trvá, než se Albína nechá přemluvit k vyvolání ducha svého manžela. Hugo si od toho slibuje, že se konečně dozví, kde je ukryt slavný hradní poklad. Naneštěstí se na hradě objeví jiný Albínin příbuzný. Rytíř Tobík je sice její nevlastní bratr, ale především černá ovce rodiny, lapka a zloděj. Zbavit se ho nebude vůbec snadné... |           |                      |                 |                |                 |             |
| 8 | 8         | Zneuznaný džin       | Bořivoj Hořínek | Rudolf Merkner | 9. března 2014  | -           |
| Jednoho dne dorazí na hrad kouzelná Aladinova lampa a s ní džin, který má v popisu práce plnit jakákoli přání. To je pokušení, kterému se nedá odolat. Nejdřív si ho přivlastní Růžena, pak ho ukradne Pavlínka a vzápětí Balone. Nakonec se dostane do rukou Theovi, který na rozdíl od ostatních nemá žádná sobecká přání, ale naopak prostoduše poradí džinovi, jak se stát svým vlastním pánem. Netuší, že džin není zdaleka tak laskavý jako on, a své svobody hodlá pořádně využít! |           |                      |                 |                |                 |             |
| 9 | 9         | Šípková Růženka      | Bořivoj Hořínek | Rudolf Merkner | 16. března 2014 | -           |
| Růžena vyhodí sudičku, která se marně domáhá vstupu do hradu. Sudička ji za to prokleje a vzápětí následuje trest. Celý hrad obroste růžemi a všichni Mazalové upadnou do věčného spánku. Podle pohádkových zákonů dorazí na hrad princ, aby vysvobodil spící Šípkovou Růženku. Jenže když Růženu uvidí, moc se mu do osvobozování nechce, zvláště když se mu mnohem víc líbí Albína. A když se do toho zaplete ještě prastarý egyptský sarkofág a zmizelá mumie, je z toho na hradě pěkný zmatek... |           |                      |                 |                |                 |             |
| 10 | 10        | Ježíšek? Existuje!   | Bořivoj Hořínek | Rudolf Merkner | 23. března 2014 | -           |
| Na hradě Oreb se chystají Vánoce. Junior chce dodržet všechny vánoční tradice a nutí k tomu i ostatní. Musí totiž na vlastní oči vidět Ježíška. Dosáhne toho, že obyvatelé hradu jsou svorně odhodláni udělat cokoli, jen aby byl od Juniora a jeho vánočních zvyků konečně pokoj. Hugo Mazal dostane spásný nápad a přinutí Thea, aby se ve správnou chvíli objevil v převleku a předstíral, že je Ježíšek. Popletený Theo ovšem není ideálním spojencem pro podobné akce a zdá se, že všechno skončí velkým fiaskem. O to víc jsou všichni překvapeni, když uprostřed nastalého zmatku zjistí, že všechno je úplně jinak, než si mysleli! |           |                      |                 |                |                 |             |
| 11 | 11        | Kapela rocku         | Bořivoj Hořínek | Rudolf Merkner | 30. března 2014 | -           |
| Junior chce zbohatnout a rozhodne se prorazit na hudební scéně. Od otce dostane kytaru a hodlá založit rockovou kapelu. Ke spolupráci přinutí vodníka Dušičku, o kterém je známo, že hraje na housle, a také Baloneho, protože na něj praskne, že chodil v průvodu bubeníků. Juniorovi rodiče jsou jako vždy odhodláni udělat cokoli, aby svého mazánka podpořili. Na hrad přijíždí se svým štábem redaktorka pořadu Kapela Rocku. Reportáž a celé natáčení ale dopadne úplně jinak, než si Mazalové představovali. |           |                      |                 |                |                 |             |
| 12 | 12        | Kontrola shora       | Bořivoj Hořínek | Rudolf Merkner | 6. dubna 2014   | -           |
| Na hrad přichází kontrolní komise ve složení Sudička a Koblížek, aby vyšetřila podezření, že se na hradě skrývají lidé. Strašidla přesvědčí Mazaly, aby se vydávali za pohádkové bytosti, protože jinak s nimi komise udělá krátký proces, hrad přijde o privilegium pořádat pohádkové sympozium a slavnost se bude konat na hradě Kost. Mazalům nezbývá, než na to přistoupit. Růžena jako švédská čarodějnice a Pavlínka s Juniorem jako Jeníček a Mařenka projdou bez problémů, ale Huga v roli Bajaji čeká nepříjemné překvapení v podobě Drobečka. |           |                      |                 |                |                 |             |
| 13 | 13        | Třináctá komnata     | Bořivoj Hořínek | Rudolf Merkner | 13. dubna 2014  | -           |
| Růžena Mazalová objeví na hradě klíč k zakázané třinácté komnatě a samozřejmě se do ní podívá. Tam už na ni čeká Lucifer a nabízí jí splnění jakékoli přání. Nadšená Růžena chce být nekonečně bohatá, beze všeho se ďáblovi upíše vlastní krví a začne plánovat nový život. Když Albína zjistí, co se stalo, varuje Růženu, že její duše propadla peklu. Růžena si z toho nic nedělá, dokud se pro ni nevrátí Lucifer a nechce ji sebou odnést. Jediná šance na záchranu je vymyslet pro ďábla nějaký nesplnitelný úkol. |           |                      |                 |                |                 |             |
| 14 | 14        | Děd Vševěd           | Bořivoj Hořínek | Rudolf Merkner | 20. dubna 2014  | -           |
| Přípravy na pohádkové sympozium vrcholí, ale všechno zkomplikuje Hugo Mazal, když spadne do kouzelné truhly. V tu chvíli je místo jednoho Huga Hugů celý zástup a všichni jsou si podobní jako vejce vejci. Na hrad přijíždějí první hosté: děd Vševěd a Sudička. Růžena je zoufalá, že má najednou tolik manželů, a nedokáže rozpoznat, který je ten pravý. Albíně se podaří od děda Vševěda vyzvědět, jak z toho ven, jenže je v tom jeden veliký háček... |           |                      |                 |                |                 |             |

### Druhá řada (2017)
| Č. v seriálu | Č. v řadě | Název                           | Režie          | Scénář         | Datum premiéry     | Sledovanost |
| --- | --------- | ------------------------------- | -------------- | -------------- | ------------------ | ----------- |
| 15 | 1         | Sedm trpaslíků                  | Biser Arichtev | Rudolf Merkner | 8. října 2017      | -           |
| Jako by nestačilo, že kvůli Mazalům se strašidlům nepodařilo uspořádat pohádkové sympozium, stala se další hrozná věc: ztratila se pohádková kniha kouzel a hrozí, že se dostane do nepovolaných rukou. A že by se taková kniha Mazalům hodila, je víc než jasné! — Na hradě se slaví Silvestr a Sněhurka, která patří mezi pozvané hosty, oznámí, že ztratila kouzelnou Pohádkovou knihu. Protože knihu má v nejbližší době odevzdat sudičce, Sněhurka žádá Albínu, aby tvrdila, že kniha je někde na hradě. Albína ale nechce lhát a odmítne. Hugo Mazal vyrábí jablečný mošt v kouzelném moštovači, kdo se napije, změní se, v koho chce. Než si to Hugo rozmyslí, moštu se zmocní Růžena a změní se v Lucii Bílou. Mezitím na Oreb dorazí sedm trpaslíků, kteří si spletli novoroční blahopřání s pozváním na sympózium. Nikdo je tu však nechce a trpaslíci se rozhodnou zmizet po svém – podkopat se. Hrad se začne nebezpečně naklánět...      |           |                                 |                |                |                    |             |
| 16 | 2         | Úplně ztracená princezna        | Biser Arichtev | Rudolf Merkner | 15. října 2017     | -           |
| Před hradem probíhají jakési stavební práce a na hradě se objeví neznámá princezna, která neví, jak se jmenuje ani do které pohádky patří. Strašidla po tom marně pátrají, nedaří se ani Hugovi, který se díval příliš dlouho na televizi a teď si připadá jako Sherlock Holmes, ani Pavlínce, která si tentokrát hraje na slečnu Marplovou. Balone se do princezny zamiluje, ale ani on nic nezjistí. Až Theo si všimne, že princezna má na noze přišitý jakýsi záhadný lísteček. Všechno se vyjasní, když se objeví majitel firmy, která před hradem dělala stavební průzkum... |           |                                 |                |                |                    |             |
| 17 | 3         | Balone a konec světa            | Biser Arichtev | Rudolf Merkner | 22. října 2017     | -           |
| Pavlínka přijde ze školy se zprávou, že bude konec světa. Hugo si vzpomene na mayské proroctví a společně s Růženou usoudí, že by to mohla být pravda. Začnou nakupovat zásoby jídla a pití, a také velký člun, pro případ, že by nastala potopa. Strašidlům o tom nechtějí nic říct, ale ve finále se vše prozradí a na konec světa se začnou připravovat společně. Všichni se bojí, jenom Balone se těší. Na hradě se objeví sudička, která si přišla pro Pohádkovou knihu. Když najde všechny obyvatele Orebu v nafukovacím člunu, k velkému překvapení všech je koncem světa nadšená stejně jako Balone. Cítí se totiž unavená, vyčerpaná a má všeho dost... |           |                                 |                |                |                    |             |
| 18 | 4         | (Pod)vodníci                    | Biser Arichtev | Rudolf Merkner | 29. října 2017     | -           |
| Albína prohledává hrad, jestli tam Pohádková kniha přece jen někde není. Ostatní strašidla zrovna dělají pořádek a vyhazují z hradu harampádí. Vůbec si nevšimnou, že knihu omylem vyhodili s ním. Na Oreb dorazí vodník Sušinka se svými kumpány. Kradou po okolí různé cennosti, aby si mohli pořídit rybník nebo aspoň tůni. Sušinku překvapí setkání s Dušičkou, o kterém nikdo netušil, že je členem komise s právem povyšovat do stavu hastrmanského. Dušička souhlasí s tím, že Sušinku povýší, když složí hastrmanskou zkoušku. Hugo má starost, Pavlínce se Sušinka zalíbil, jako starostlivý otec musí zasáhnout. Využije chvilky, kdy je Sušinka proměněný v pařez, a vyhodí ho na smetiště ... |           |                                 |                |                |                    |             |
| 19 | 5         | Hejkal Superstar                | Biser Arichtev | Rudolf Merkner | 5. listopadu 2017  | -           |
| Na Orebu se objeví nešťastný hejkal, kterého trápí, že už není populární strašidlo, a chce po Albíně, aby mu pomohla zbavit se aspoň toho hrozného hejkání. Albína by mu ráda vyhověla, ale potřebné kouzlo je ve zničené Pohádkové knize, která nefunguje. Hejkala se tedy ujme Pavlínka, která momentálně koná dobré skutky a alespoň se postará, aby byl čistý a upravený. Během hejkalovy očisty se ukáže, že má u sebe spoustu cenností, které lidé poztráceli v bažinách. To je něco pro Juniora. Připraví hejkala o nějakou tu cetku a vyhodí přitom z okna i kouzelné hodinky, které sice vypadají obyčejně, ale dokážou vracet čas. A to je příležitost pro Albínu, aby se vrátila zpátky v čase a pokusila se přinést nepoškozenou Pohádkovou knihu na hrad... |           |                                 |                |                |                    |             |
| 20 | 6         | Bílá paní Pavlínka              | Biser Arichtev | Rudolf Merkner | 12. listopadu 2017 | -           |
| Pavlínka organizuje holčičí večírek v kostýmech a převlékne se za Albínu. Theo se splete a předá Pohádkovou knihu jí místo opravdové Albíně. Pavlínka toho využije a změní se v dokonalou Albíninu kopii, svoji kamarádku pak promění ve Sněhurku. Když se Albína pokouší získat knihu zpátky, Pavlínka ji začaruje kouzlem poslušnosti, Baloneho promění v mumii, Růženu v kozu a Hugo skončí jako zlatá mince. Theovi se sice podaří sebrat Pavlínce Pohádkovou knihu, ale protože netuší, která Albína je ta pravá, nemůže použít správné kouzlo. Růžena si jako koza pořád na něco stěžuje. Theo, aby jí porozuměl, sní kousek hada z pohádky o Zlatovlásce. Díky tomu vyslechne, co mu poradí jeho blechy a může se pokusit celou situaci zachránit. |           |                                 |                |                |                    |             |
| 21 | 7         | Chůva z budoucnosti             | Biser Arichtev | Rudolf Merkner | 19. listopadu 2017 | -           |
| Pavlínka s Juniorem zlobí a Hugo s Růženou dostanou nápad, že by jim s výchovnými problémy mohla pomoci chůva. Na nádvoří přistane raketa z budoucnosti, z ní vystoupí experimentální vědkyně Milada, která studuje přechod doby tlačítkové na dotykovou. Sněhurka, která si na hrad přišla pro Pohádkovou knihu, omylem do rakety nastoupí a odletí, Milada musí zůstat na hradě, dokud se Sněhurka nevrátí, a přijme tedy nabízené místo chůvy. Milada na pohádky ani na strašidla nevěří, k Theově lítosti uznává jen zdravou stravu a velmi svérázným způsobem si poradí s Pavlínkou a Juniorem. Pro svůj klid a vyrovnanost si získá Albínin obdiv, když ale zahodí její šití po prababičce, protože je to nebezpečná činnost, Albína ztratí nervy a vyděsí Miladu svými strašidelnými kousky. Vtom se vrací otřesená Sněhurka z budoucnosti, Milada rychle odjíždí a jen Theo si všimne, že Sněhurka zapomněla v budoucnosti to nejdůležitější. |           |                                 |                |                |                    |             |
| 22 | 8         | Filmaři na hradě                | Biser Arichtev | Rudolf Merkner | 26. listopadu 2017 | -           |
| Vševědoucí Leo prozradí strašidlům, že Pohádkovou knihu k nim z budoucnosti teleportují, neví se ale kdy. Na hradě se objeví filmový štáb, který tu chce natáčet strašidelnou pohádku. Růžena zatouží být hvězdou a režisér Richardo, aby nemusel platit Hugovi za pronájem, jí svěří hlavní roli. Strašidla zatím marně hlídají místo, kde by se měla objevit teleportovaná kniha, a děsí se příchodu Sněhurky. Růžena je nadšená, dokud nezjistí, že má hrát královnu příšer. Roli nakonec hraje Albína, protože je to jediná možnost, jak se schovat před Sněhurkou, která právě dorazila a chce s ní mluvit. A ve zmatku kolem filmování přistane Pohádková kniha a sebere ji rekvizitář... |           |                                 |                |                |                    |             |
| 23 | 9         | Hrnečku vař!                    | Biser Arichtev | Rudolf Merkner | 3. prosince 2017   | -           |
| Strašidla pořád marně vyhlížejí Pohádkovou knihu, kterou jim pošlou z budoucnosti, zatímco Růžena přemýšlí, jak nejrychleji zbohatnout. Podvede Lea a díky němu zjistí, že na hradě je kouzelný hrneček z pohádky Hrnečku, vař. Rozhodne se otevřít na nádvoří zahradní restauraci. Leo, aby se Růženě pomstil, pozve na hrad Otesánka, doufá, že Růženě za trest všechno sní. Balone experimentuje s masožravou kytkou kvůli další demonstrativní sebevraždě. Otesánek Lea zklame, protože má alergii na laktózu a kaši nejí. Hostů je stále pomálu. Růžena už má podnikání dost, ale v tom se na hrad vrací rekvizitář a přináší zpátky Pohádkovou knihu. Protože netuší, co je to za vzácnost, nenapadne ho nic jiného, než ji předat právě Růženě. |           |                                 |                |                |                    |             |
| 24 | 10        | Strašidelný hrad                | Biser Arichtev | Rudolf Merkner | 10. prosince 2017  | -           |
| Strašidla stále marně hledají Pohádkovou knihu, které se tajně zmocnila Růžena. Juniorovi je divné, kde jeho máma bere stále nové šperky, sleduje ji a odhalí pravdu. Hugo dostane skvělý nápad, jak vytvořit z Orebu strašidelný hrad pro děti. Chce, aby mu Albína spolu s ostatními strašidly pomohla se strašením. Když ale předvede, jak by si strašení představoval, Albína s tím nechce mít nic společného. Růžena si knihu pečlivě střeží, Junior ji tedy chce vyměnit za kopii. Na hrad přichází specialista na strašidelné akce Hrozenko, kterého pozval Hugo, aby mu pomohl s přeměnou hradu. Růženě omámené Juniorovým uspávacím lektvarem vypadne Pohádková kniha a náhodou ji zvedne Theo, aniž tuší, co našel. Hrozenko je šokovaný přítomností opravdových strašidel, v jejichž existenci nevěří, a uteče. Nečekaný déšť úplně zničí Pohádkovou knihu.                                                                                |           |                                 |                |                |                    |             |
| 25 | 11        | Čarodějnice s vedlejšími účinky | Biser Arichtev | Rudolf Merkner | 17. prosince 2017  | -           |
| Hugo plánuje pro návštěvníky prohlídkové trasy po hradě, Pavlínka se těší, že bude kastelánkou a Albína se marně snaží fénem usušit Pohádkovou knihu, pro kterou si jede Sudička. Sněhurka přivolá čarodějnici Marion ze své pohádky, aby jim pomohla. Čarodějnice se ale chová víc než divně a knihu svým zásahem ještě více zničí. Ukáže se, že vypila nebezpečný lektvar a jak prozradí její syn Mudra, brzy se promění v Červenou Karkulku, pak Šípkovou Růženku a jako Batman navždy zmizí. Mezitím čarodějnice stihne napáchat další škody, Balone se stane neviditelný, Theovi nejde sundat hlava a Hugo zdřevění. Mudra by dokázal vše napravit, ale má jednu podmínku... |           |                                 |                |                |                    |             |
| 26 | 12        | Velká pohádková loupež          | Biser Arichtev | Rudolf Merkner | 17. prosince 2017  | -           |
| Strašidlům nezbývá nic jiného, než nacvičovat Mudrovu Operu o černém lese. Hlavní role se ujala opět Růžena, zatímco Albína se drží zpátky, protože neumí zpívat. Přichází Sudička a k překvapení všech je z opery nadšená. Intrikami prosadí, že Mudra přeobsadí Růženu a svěří hlavní roli Sudičce. Růžena se pomstí a díky klimatizaci dosáhne toho, že Sudička ztratí hlas. Mudra trvá na tom, že hlavní roli musí tedy převzít Albína, jinak se všem strašně pomstí. Hugo mezitím obchoduje se starožitnostmi nalezenými na hradě s podvodníkem Klubíčkem, který si schválně nechává stranou nejcennější kousky. Albína je zoufalá. Theo přivolá na pomoc hejkala. Ten na poslední chvíli vymyslí, jak představení zachránit. Zdá se, že všechno nakonec dobře dopadne. Otázkou zůstává, kam se poděla Pohádková kniha… |           |                                 |                |                |                    |             |